# Уошберн (аэропорт)
Муниципальный аэропорт Уошберн (англ. Washburn Municipal Airport), (FAA LID: 5C8) — государственный гражданский аэропорт, расположенный в 6,5 километрах к северу от центрального делового района города Уошберн (Северная Дакота), США.

## Операционная деятельность
Муниципальный аэропорт Уошберн занимает площадь в 16 гектар, расположен на высоте 581 метр над уровнем моря и эксплуатирует две взлётно-посадочные полосы:
- 8/26 размерами 1128 x 18 метров с бетонным покрытием;
- 17/35 размерами 681 x 37 метров с торфяным покрытием.

За период с 31 июля 2007 года по 31 июля 2008 года Муниципальный аэропорт Уошберн обработал 1700 операций взлётов и посадок воздушных судов (в среднем 142 операции ежемесячно), из них 76 % пришлось на авиацию общего назначения, 18 % — на рейсы аэротакси, и 6 % составили рейсы военной авиации.